# Čchiou-š'
Čchiou-š' (čínsky pchin-jinem Qiúshì, znaky 求是) je hlavní oficiální teoretický časopis Komunistické strany Číny, vydávaný dvakrát měsíčně Stranickou školou ústředního výboru KS Číny a Ústředním výborem. Sídlí v Pekingu.

## Historie
Vzhledem k měnící se politické situaci v Číně se Komunistická strana Číny snažila distancovat od kulturní revoluce a upřednostňovala politiku programu čínská ekonomická reforma. Předchůdce Čchiou-š', časopis Rudá vlajka, který byl více orientován na kulturní revoluci a maoismus, byl zastaven v červnu 1988. Časopis byl poprvé vydán v červenci 1988. Název pochází z citátu shí shì qiú shì (实事求是), což znamená „hledej pravdu ve faktech“. Logo časopisu napsal rukou Teng Siao-pching.
Dne 1. července 2009 byla založena internetová verze časopisu. Od 1. října 2009 vychází časopis v angličtině.

## Akademická studie
Časopis je zajímavý zejména pro sinology a čínské vědce, protože se v něm nachází sbírka projevů a článků nejvyšších představitelů Komunistické strany Číny, která poskytuje přehled o obecném politickém směřování KS Číny a do jisté míry i o obecných postojích uvnitř strany k některým otázkám národního a mezinárodního významu.